# 比爾植物園
比爾植物園（W. J. Beal Botanical Garden），是一座位於密西根州東蘭辛密西根州立大學校園內的一座植物園，面積2公頃。比爾植物園號稱是美國歷史最悠久的大學校園植物園，並且在白天時段、全年向公眾免費開放。
該植物園現展示了超過2500種不同的植物群，共超過5000種，其被分為經濟的、系統的、景觀的、生態的。植物園是由威廉·詹姆斯·比尔教授於1872年與托兒所一同創立的。

## 外部連結
- 官方網站 （页面存档备份，存于）
- M.A.C. — Botanic Garden （页面存档备份，存于）